# Al Hazm, Yemen
Al Hazm este un oraș din Yemen. În 2004 avea o populație de 443.797 locuitori și este capitala  governatoratului Al Jawf.